# Spagna ai Giochi della XV Olimpiade
La Spagna ha partecipato ai Giochi della XV Olimpiade, svoltisi ad Helsinki, dal 19 luglio al 3 agosto 1952,  
con una delegazione di 27 atleti impegnati in 7 discipline,
aggiudicandosi 1 medaglia d'argento.

## Medagliere
| Medaglia | Atleta     | Sport | Evento           |
| -------- | ---------- | ----- | ---------------- |
| Argento  | Ángel León | Tiro  | Pistola 50 metri |

## Risultati

### Pallanuoto
| Atleta | Classifica |                   |
| --- | --- | ----------------- |
| V · D · M Nazionale maschile spagnola di pallanuoto · Giochi olimpici - Helsinki 1952 Ribera Abad • Conde • Bazán • Queralt • Subirana • Mestres • Abellán • Castillo • Durán • Granados • Serrat · CT : - | 8° |                   |
| Nazionale maschile spagnola di pallanuoto · Giochi olimpici - Helsinki 1952 | |                   |
| Ribera Abad • Conde • Bazán • Queralt • Subirana • Mestres • Abellán • Castillo • Durán • Granados • Serrat · CT: -                                                                                        | Ribera Abad • Conde • Bazán • Queralt • Subirana • Mestres • Abellán • Castillo • Durán • Granados • Serrat · CT: - | Spagna (bandiera) |